# Георги Белстойнев
Георги Михайлов Белстойнев е български художник.

## Биография
Роден е в гр. Самоков на 21 февруари 1909 г. в семейството на самоковския живописец Михаил Белстойнев. Завършва самоковската гимназия, след което е приет в Държавната художествена академия – София. Негови преподаватели са Димитър Гюдженов, Дечко Узунов, Иван Лазаров, Васил Захариев и др. Завършва Академията (1933) и започва работа като учител по рисуване в Райово, Белчин и Угърчин. Две години е преподавател в резбарското училище в Охрид. След завръщането си от Македония преподава в Самоковската гимназия, която напуска през 1950 г. и се отдава изцяло на творческа дейност.
Работи в областта на пейзажа и портретната живопис, с масло и акварел. Изявява се и в приложната живопис. Създава значителна част от сценографията на читалищния театър в гр. Самоков, оформлението на част от Историческия музей в Самоков, на къщата музей на Димчо Дебелянов в Копривщица. Художникът е и блестящ копист и орнаменталист – реставрира стенописите в църквата „Света Марина“ – Пловдив (съвместно с проф. Васил Захариев), Ослековата и Марковата къща в Копривщица (заедно с Карл Йорданов), храм-паметника Шипка, музея на Скобелев в Плевен, църквите в Чепеларе и Устово, църквата „Св. Никола Софийски“ – София, Байракли джамия – Самоков и др. По негови проекти са изградани театралните декори в читалището в град Копривщица.
Участва в множество общи художествени изложби в страната. Член на Съюза на българските художници (от 1953). Дълги години е секретар на дружеството на СБХ в Самоков.
На 5 юни 2009 г. в залата на Художествената галерия в Самоков е открита юбилейна ретроспективна изложба, посветена на 100-годишнината от рождението на Георги Белстойнев.